# 1952年ヘルシンキオリンピックのアメリカ合衆国選手団
1952年ヘルシンキオリンピックのアメリカ合衆国選手団（1952ねんヘルシンキオリンピックのアメリカがっしゅうこくせんしゅだん）は、1952年7月19日から8月3日にかけてフィンランドの首都ヘルシンキで開催された1952年ヘルシンキオリンピックのアメリカ合衆国選手団、およびその競技結果。

## 概要
今大会は金メダル40個、銀メダル19個、銅メダル17個の合計76個のメダルを獲得した。

## メダル
| メダル | 選手名                                                                                | 競技 | 種目             |
| ------ | ------------------------------------------------------------------------------------- | ---- | ---------------- |
| 金     | リンディ・レミギノ                                                                    | 陸上 | 男子100m         |
| 金     | アンディ・スタンフィールド                                                            | 陸上 | 男子200m         |
| 金     | マルビン・ホイットフィールド                                                          | 陸上 | 男子800m         |
| 金     | ハリソン・ディラード                                                                  | 陸上 | 男子110mハードル |
| 金     | チャールズ・ムーア                                                                    | 陸上 | 男子400mハードル |
| 金     | ホレス・アッシェンフェルター                                                          | 陸上 | 男子3000m障害    |
| 金     | ディーン・スミス ハリソン・ディラード リンディ・レミギノ アンディ・スタンフィールド   | 陸上 | 男子4×100mリレー |
| 金     | ジェローム・ビッフル                                                                  | 陸上 | 男子走幅跳       |
| 金     | ウォルター・デービス                                                                  | 陸上 | 男子走高跳       |
| 金     | ボブ・リチャーズ                                                                      | 陸上 | 男子棒高跳       |
| 金     | パリー・オブライエン                                                                  | 陸上 | 男子砲丸投       |
| 金     | シム・アイネス                                                                        | 陸上 | 男子円盤投       |
| 金     | サイラス・ヤング                                                                      | 陸上 | 男子やり投       |
| 金     | ボブ・マサイアス                                                                      | 陸上 | 男子十種競技     |
| 金     | メイ・ファッグス バーバラ・ジョーンズ ジャネット・モロー キャサリン・ハーディ         | 陸上 | 女子4×100mリレー |
| 金     | クラーク・スコールズ                                                                  | 競泳 | 男子100m自由形   |
| 金     | ヨシノブ・オヤカワ                                                                    | 競泳 | 男子100m背泳ぎ   |
| 銀     | セイン・ベーカー                                                                      | 陸上 | 男子200m         |
| 銀     | ボブ・マクミレン                                                                      | 陸上 | 男子1500m        |
| 銀     | ジャック・デービス                                                                    | 陸上 | 男子110mハードル |
| 銀     | オーリー・マトソン ジェラルド・コール チャールズ・ムーア マルビン・ホイットフィールド | 陸上 | 男子4×400mリレー |
| 銀     | メレディス・ゴーディン                                                                | 陸上 | 男子走幅跳       |
| 銀     | ケネス・ウィースナー                                                                  | 陸上 | 男子走高跳       |
| 銀     | ドナルド・ラッズ                                                                      | 陸上 | 男子棒高跳       |
| 銀     | ダロウ・フーパー                                                                      | 陸上 | 男子砲丸投       |
| 銀     | ビル・ミラー                                                                          | 陸上 | 男子やり投       |
| 銀     | ミルトン・キャンベル                                                                  | 陸上 | 男子十種競技     |
| 銀     | フォード・コンノ                                                                      | 競泳 | 男子400m自由形   |
| 銅     | ジェームズ・ギャザーズ                                                                | 陸上 | 男子200m         |
| 銅     | オーリー・マトソン                                                                    | 陸上 | 男子400m         |
| 銅     | アーサー・バーナード                                                                  | 陸上 | 男子110mハードル |
| 銅     | ジム・フックス                                                                        | 陸上 | 男子砲丸投       |
| 銅     | ジェームズ・ディリオン                                                                | 陸上 | 男子円盤投       |
| 銅     | フロイド・シモンズ                                                                    | 陸上 | 男子十種競技     |
| 銅     | ジャック・テイラー                                                                    | 競泳 | 男子100m背泳ぎ   |
| 銅     | エヴェリン・カワモト                                                                  | 競泳 | 女子400m自由形   |